# Bitwa o Mińsk (1919)
Bitwa o Mińsk – polska ofensywa na terenie współczesnej Białorusi, zakończona zajęciem przez Polaków Mińska 8 sierpnia 1919 roku.

## Walki

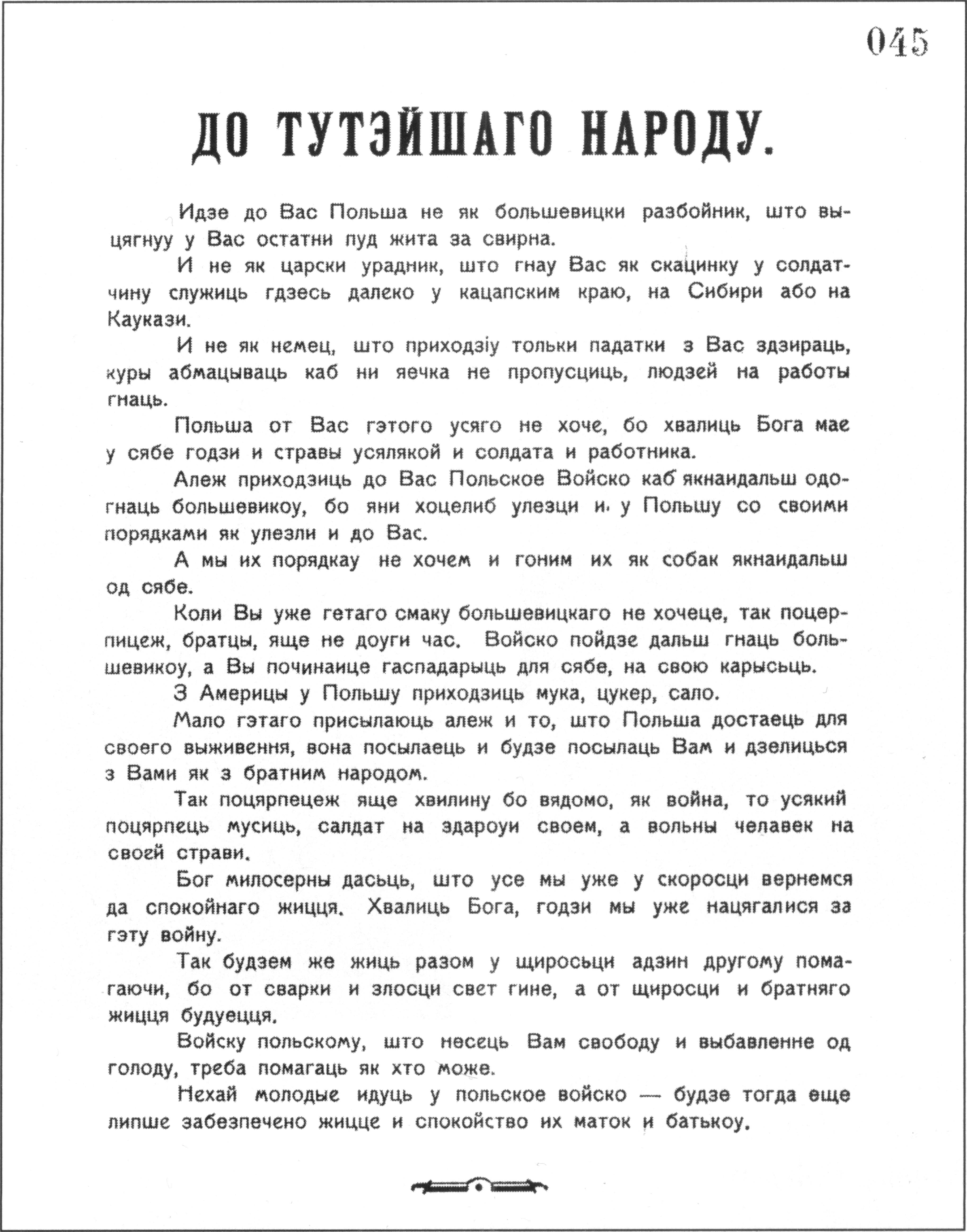
Polska ulotka napisana w języku zbliżonym do białoruskiego do miejscowej ludności

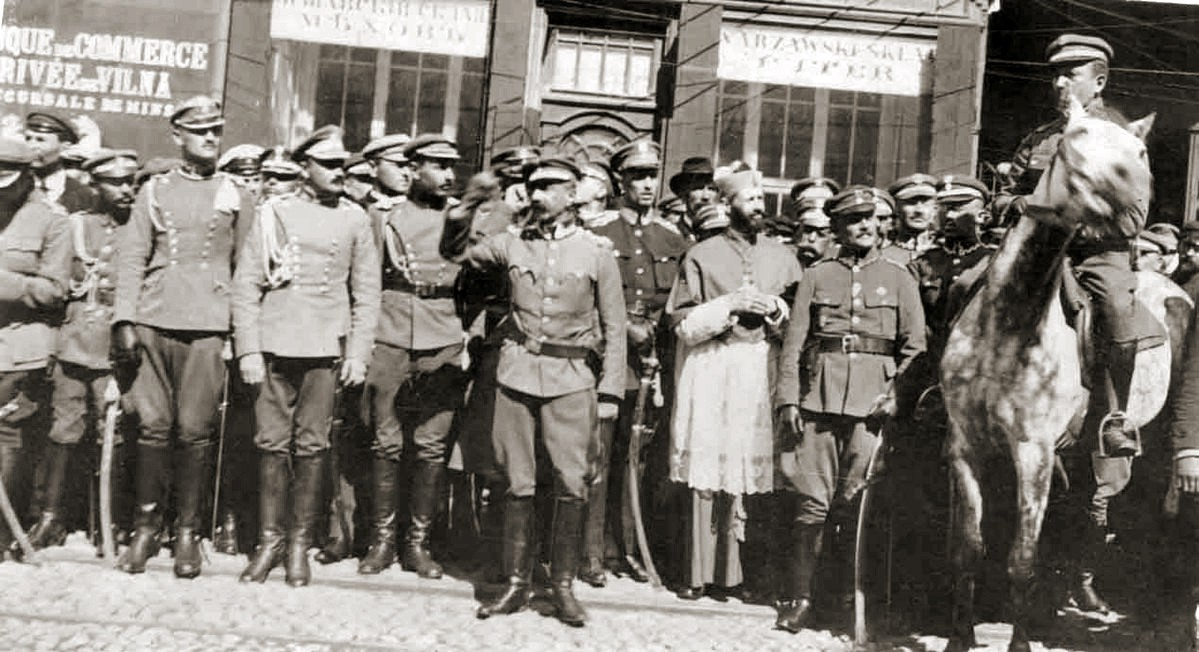
Oficerowie Wojska Polskiego w zajętym Mińsku; sierpień 1919

Latem 1919 roku po sukcesach wojsk polskich w kilku potyczkach z wojskami Rosji radzieckiej obie strony potrzebowały czasu na reorganizację sił i koncentrację oddziałów. Jednakże polskie dowództwo zdecydowało, że należy zadać jeszcze jeden cios siłom bolszewickim, wykorzystując impet polskiej ofensywy. Celem miała być 16 Armia z dowództwem na terenie miasta Mińsk, a następnie poczynienie dalszych szkód w logistyce oddziałów sowieckich poprzez przejęcie kontroli nad liniami kolejowymi w okolicach Mińska.
4 lipca polskie oddziały (Front Litewsko-Białoruski) pod dowództwem generała Stanisława Szeptyckiego opanowały Mołodeczno. Dowódca Frontu zatrzymał ofensywę celem przegrupowania i wzmocnienia sił. bolszewicy wykorzystując przerwę w działaniach podciągnęli siły z zamiarem odbicia Mołodeczna. 17 lipca rozpoczęły natarcie 52 i 5 Dywizje Strzelców. Oddziały polskie odparły wroga, a następnie siłami wzmocnienia – 41 i 42 pułki piechoty i część 2 pułku piechoty Legionów – przeszły do kontrnatarcia i osiągnęły linię: Zasław – Papiernia – Białorucza. Gen Szeptycki ponownie wstrzymał działania oczekując na podejście wzmocnienia – Grupy Wielkopolskiej.
Polski plan zakładał otoczenie Mińska szerokimi kleszczami. 8 sierpnia 2 Dywizja Piechoty Legionów w sile: 12.000 piechoty, 2.000 kawalerii oraz 40 dział, osłaniana od północy i północnego wschodu przez 1 DP Leg, nacierała na Mińsk od północnego zachodu, a Grupa Wielkopolska od południowego zachodu. 15 pułk ułanów otrzymał zadanie wykonania zagonu w celu przecięcia linii kolejowej Mińsk – Borysów. Na Mińsk ruszyły dwie grupy wydzielone z 2 DP Leg: II i III batalion 4 pp Leg pod dowództwem mjr Stanisława Tessaro i grupa mjr Józefa Szczepana w sile I batalion 2 pp Leg wzmocniony batalionem szturmowym z sił 2, 3 i 4 pp Leg. Batalion szturmowy miał największe powodzenie, i ok. 10.00 wkroczył na przedmieścia Mińska. Polacy tocząc walki z piechotą wspieraną samochodem pancernym ok. 12.00 zajęli zachodnią część miasta i wysadzili tor kolejowy do Bobrujska. Do wieczora oddziały polskie opanowały całe miasto. Bolszewickie oddziały poniosły ciężkie straty. Polacy wzięli do niewoli ok. 500 jeńców, zdobyli: 8 parowozów, 90 wagonów i magazyny, których Rosjanie nie zdążyli ewakuować. 8 sierpnia wieczorem sowieci oddali Mińsk Polakom.
Sukces ten pozwolił Polakom przesunąć znacząco linię frontu, dopóki pod koniec sierpnia Józef Piłsudski nie wydał rozkazu wstrzymania ofensywy ze względu na zajęcie wszystkich na tym odcinku frontu ważnych dla Polski terenów.